# Frieze Art Fair

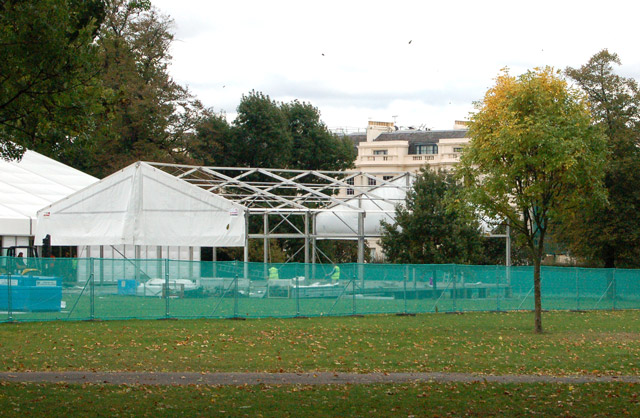
Préparatifs de la Frieze Art Fair, Regents Park .Chapiteaux en cours de montage sur Marylebone Green, un quartier de Regents Park, début octobre 2009.

La Frieze Art Fair est une foire d'art contemporain qui a lieu chaque année dans le Regent's Park, à Londres.